# ベリンダ・スネル
ベリンダ・スネル（Belinda Snell、1981年1月10日 - ）は、オーストラリアの女子プロバスケットボール選手である。ポジションはガード。

## 人物
「オーストラリア国立スポーツ研究所」からWNBLのシドニー・ユニフレイムズでプロデビュー。
2005年から2007年までWNBAのフェニックス・マーキュリー、2009年から2010年までサンアントニオ・シルバースターズ、2011年はシアトル・ストームでプレー。マーキュリーではWNBA優勝メンバーとなった。
さらに2006年からは欧州でもプレー。イタリアやフランスのチームからZBKディナモ・モスクワを経て、2009年はスペインのロス・カサレス、2010年はPerfumerías Avenida Salamancaに所属。
一方、オーストラリア代表としてアテネ・北京の2大会で銀メダルを獲得。2006年の世界選手権では優勝。